# Kizumonogatari
Kizumonogatari (яп. 傷物語, укр. «Історії ран») — серія з трьох японських мультиплікаційних фільмів, створена японською аніме студією Shaft. Створено на основі ранобе Kizumonogatari, приквела до Bakemonogatari, частина серії ранобе Monogatari написаної Нісіо Ісіном та ілюстрованої Vofan. Перший фільм, Історія Ран, частина 1: Залізна кров (傷物語I 鉄血篇 Kizumonogatari I: Tekketsu-hen), був випущений в Японії 8 січня, 2016 року. Другий фільм, Історія Ран, частина 2: Палка кров (傷物語II 熱血篇 Kizumonogatari II: Nekketsu-hen), був випущений в Японії 19 серпня, 2016 року. Третя та фінальна частина трилогії Історія Ран, частина 3: Холодна кров ( 傷物語III 冷血篇 Kizumonogatari III: Reiketsu-hen), випущена 6 січня, 2017 року.

## Сюжет

### Tekketsu-hen
Арарагі Койомі — звичайний японський школяр з мріями про пригоди, добро і справедливість. Одного разу він поліз темної ночі в пустельні глибини метро, та виявив там блондинку-вампіршу, що лежить в калюжі власної крові. Койомі, врятувавши нову знайому, перетворився в вампіра, та її вірного слугу.
На жаль, крові Арарагі виявилося мало для повноцінного відродження, і вампірша Кісшот-Ацерола-Оріон-Харт-Андер-Блейд, перетворившись в маленьку дівчинку, поставила Арарагі завдання — повернути її кінцівки, віднесені трьома переможцями-мисливцями за вампірами. Тільки повернувши кінцівки Арарагі зможе перетворитись назад на людину.

### Nekketsu-hen
Вампір Арарагі намагається повернути кінцівки Кіс-Шот у трьох мисливців за вампірами. Перед тим як зіткнутися з першим мисливцем — Драматургом, чистокровним вампіром, він має розмову з Цубасою. Він приховує свою вампірівську природу, але Цубаса все ще цікавиться чутками про розповсюдження вампірів, тому Арарагі щоб вберегти Цубасу від неприємностей — грубо проганяє її, й видаляє її номер з свого телефону на її очах. Під час бою Драматург відрубує Арарагі руку, але Арарагі проявляє свою вампірську здібність до швидкої регенерації, через що Драматург визнає свою поразку, й передає Арарагі ногу Кіс-Шот. Після бою з'являється Цубаса котра все бачила. Вона каже що не вірить в те що він може так ненавидіти її, та врешті-решт Арарагі просить у Цубаси пробачення за свою вдавану грубість і приймає її допомогу.
Наступним супротивник — Епізод. Напівкровний вампір, котрий міг миттєво переміщуватись з великим срібним хрестом як зброєю. Епізод зміг ухилитись від всіх ударів, і Цубаса втрутилась в бій підказуючи що саме туман допомагає Епізоду миттєво переміщуватись. Епізод кинув в Цубасу хрестом, і вбив її. Арарагі кидається в гнів. Згадавши слова Цубаси про туман, він розкидує пісок в стадіоні, через що здібність Епізода перестає діяти і Арарагі починає душити його. Ошіно зупиняє його і змушує залишити Епізода непритомним. Згадавши за поранену Цубасу, Арарагі просить Ошіно допомогти йому врятувати її. Ошіно просить за це 3 мільйони єн і дає підказку що його вампірська кров здатна повернути Цубасу. Арарагі біжить до Цубаси, проливає на її рани свою кров і рятує її. Поглинувши другу ногу, Кіс-Шот перетворюється на 17-літню дівчину. В полі Арарагі просить Цубасу не жертвувати собою заради нього. Вона віддає йому свої труси як обіцянку що вони зустрінуться в новому триместрі. До закинутої школи де сидів Арарагі прибігає Ошіно і повідомляє що старосту схопив Кат, останній мисливець за вампірами. Перед поєдинком з Катом, Ошіно сказав Арарагі забути про свою людяність.
Кат — чистокровна людина, християнський священнослужитель котрий завжди має при собі Біблію. На поєдинку, Кат тримає Цубасу за шию змушуючи Арарагі здатись відразу, щоб зберегти їй життя. Незважаючи на прохання Цубаси, Арарагі поволі піднімає руки, і направивши їх на Ката — вивільняє коріння дерева беручи в полон Ката й рятуючи Цубасу. Арарагі, тримаючи на руках непритомну Цубасу вирішує, що вже остаточно відкинув свою людяність.

### Reiketsu-hen
Арарагі і Ошіно нарешті повернули всі кінцівки Кіс-Шот. Арарагі дивує, що він, вампір, котрий зовсім недавно був людиною без бойових вмінь зміг перемогти всіх мисливців за вампірами, а Кіс-Шот не змогла їх перемогти. Ошіно хвалить його за проникливість, та віддає серце Кіс-Шот, котрого якраз бракувало для абсолютної повноцінності Кіс-Шот. Ошіно каже що його справи тут завершені, і пробачає йому борг. Арарагі збирається повернути свою людяність, та йде поговорити на даху з Кіс-Шот. Вона не ображається на Ошіно за серце й розповідає за свого колишнього слугу котрий був самураєм. Самурай був дуже вірний їй, що вона могла йому спокійно дати прикрити свою спину. Та втома від вічного життя змусило його вчинити самогубство. Арарагі пішов купити їжі, але коли повернувся, побачив як Кіс-Шот поїдає Ката. Це його дуже шокувало, й він усвідомив що тепер люди будуть помирати саме через нього.
Від усвідомлення цього, Арарагі хоче померти. Він дзвонить Цубасі, котра непомітно відновила видалений ним ж номер. Цубаса приходить до нього, мотивує його жити, й каже що ніхто крім нього не зможе зупинити Кіс-Шот.
Кіс-Шот й Арарагі зустрічаються в Токійському національному стадіоні. Кіс-Шот дає останній шанс залишитись з нею, та він відмовляється. Починається бій, обидва дуже швидко регенеруються. Нарешті Арарагі висмоктує кров Кіс-Шот й перетворює її в малу дитину. Кіс-Шот просить вбити її. Цубаса каже, що Кіс-Шот не змогла зберегти життя самураю через те, що повернути людяність можна лише своєю смертю, але «страх зникнути» не дав їй це зробити. Арарагі не бажаючи вбивати Кіс-Шот в сльозах шукає Ошіно. Він з'являється й каже що залишити Кіс-Шот живою, при цьому щоб вона не їла людей можна, але тоді будуть страждати всі. Перетворити Кіс-Шот в недо-вампіра, щоб вона жила й не мала потреби їсти людей, а Арарагі перетвориться в напівкровку котрий буде змушений годувати її своєю кров'ю. Арарагі на це погоджується. Наступного дня Арарагі каже Цубасі що він повернув людяність, але він більше ніколи не зможе дивитись на світ як раніше.